# Агилар, Андрес
Андрес Фелипе Агилар Химпер (исп. Andrés Felipe Aguilar Gimper; род. 7 декабря 1996, Сантьяго) — чилийский лучник, специализирующийся в стрельбе из олимпийского лука. Серебряный призёр Панамериканских игр, участник Олимпийских игр. 

## Биография
Андрес Агилар родился 7 декабря 1996 года. У него есть брать Гильермо Агилар младший, который также занимается стрельбой из лука и представлял Чили на чемпионате мира 2017 года в Мехико. Отец Гильермо Агилар Контрерас является бывшим лучником и ныне тренером.
Начал заниматься спортом в 2011 году.
Закончил Университет имени Андреса Бельо в Сантьяго по специальности психология.

## Карьера
На чемпионате мира 2015 года в Копенгагене стал 106-м в личном первенстве и 42-м в команде.
В 2017 году Агилар выступил на этапе Кубка мира в Берлине. Также принял участие на чемпионате мира 2017 года в Мехико вместе со своим братом Гильермо, став 20-м в командном турнире и 57-м в личном.
На Панамериканском чемпионате 2018 года в Медельине дошёл до 1/16 финала в индивидуальном первенстве и завоевал серебро в команде. Участвовал на двух этапах Кубка мира в Берлине и Солт-Лейк-Сити, стал 57-м и 33-м, соответственно.
В 2019 году участвовал в миксте на этапе Кубка мира в Анталии, заняв 29-е место. В личном первенстве на том же турнире проиграл в первом раунде. Также участвовал на колумбийском этапе, где также завершил выступление на 57-й позиции. На чемпионате мира 2019 года в Хертогенбосе, как и двумя годами ранее, стал 57-м в личном первенстве. В составе команды стал 35-м. На Панамериканских играх 2019 года  в Лиме завоевал серебро в команде и дошёл до 1/8 финала в личном турнире. Также участвовал в миксте, где стал седьмым.
В 2021 году на Панамериканском чемпионате стал шестым в личном турнире, пятым в командном и шестым в миксте. Агилар участвовал на Олимпийских играх в Токио. Принял участие только в личном турнире, но уже в первом матче (1/32 финала) проиграл американцу Джейкобу Вуки со счётом 1:7.